# Delodiplosis copaibae
Delodiplosis copaibae är en tvåvingeart som beskrevs av Tavares 1908. Delodiplosis copaibae ingår i släktet Delodiplosis och familjen gallmyggor.
Artens utbredningsområde är Moçambique. Inga underarter finns listade i Catalogue of Life.